# Railroad Tycoon II
Railroad Tycoon II è un videogioco di strategia ferroviaria sviluppato da PopTop Software e pubblicato da Gathering of Developers e Take-Two Interactive nel 1998 per PC. È il secondo capitolo della serie Railroad Tycoon, creata da Sid Meier nel 1990 , e permette al giocatore di gestire una compagnia ferroviaria con attività che uniscono costruzione, logistica, economia e borsa.
Il titolo è uscito su varie piattaforme, tra cui Windows, Macintosh, PlayStation e Dreamcast, ricevendo giudizi in genere positivi per la sua profondità gestionale, anche se le versioni console ebbero recensioni più contrastanti rispetto a quella PC.

## Sviluppo
Lo sviluppo di Railroad Tycoon II fu affidato alla software house statunitense PopTop Software, guidata dal designer Phil Steinmeyer. Il progetto nacque con l’intento di modernizzare il concetto introdotto dal primo Railroad Tycoon di Sid Meier, puntando a un livello di simulazione economica più realistico e ad una maggiore profondità strategica. Il gioco venne distribuito per la prima volta nel 1998 da Gathering of Developers e da Take-Two Interactive per Microsoft Windows, ricevendo subito un buon riscontro commerciale e critico. Successivamente il titolo fu convertito su varie piattaforme. Nel 1999 uscì la versione per Macintosh, seguita dalle conversioni per PlayStation e per Dreamcast, realizzate rispettivamente da Gearhead Entertainment insieme a Tremor Entertainment. Le versioni console cercavano di avvicinare al genere gestionale un pubblico più ampio, adattando l’interfaccia ai controller e introducendo migliorie tecniche, come il motore grafico 3D per Dreamcast. 
Lo sviluppo del gioco fu caratterizzato da un forte orientamento storico e dalla volontà di mantenere un equilibrio fra realismo e accessibilità. Steinmeyer e il suo team cercarono di differenziarsi da altri titoli di simulazione gestionale dell’epoca, come Transport Tycoon, puntando su una rappresentazione più ampia delle dinamiche economiche, comprese le crisi di borsa e le strategie finanziarie. Questo approccio rese Railroad Tycoon II un prodotto peculiare nel panorama dei videogiochi della fine degli anni ’90, collocandolo tra i gestionali di maggior rilievo.
Nel corso dello sviluppo furono rilasciati anche contenuti aggiuntivi: l’espansione The Second Century nel 1999 ampliò notevolmente il gioco base con nuovi scenari, nuove epoche storiche e locomotive extra. Questa espansione venne poi inclusa in diverse edizioni successive, tra cui la “Gold Edition” e la “Platinum Edition”, pubblicate sia per PC che per console, pensate per raccogliere in un unico pacchetto l’intera esperienza. Il titolo venne distribuito nei negozi a un prezzo medio di circa 39 dollari al lancio delle varie versioni. In particolare, Take-Two dichiarò che la pubblicazione su PlayStation avrebbe permesso di raggiungere un pubblico di appassionati di strategia non abituati a giocare su PC. Anche il lancio per Dreamcast ricevette molta attenzione, con l’aggiunta di oltre 70 scenari giocabili, inclusi livelli esclusivi per quella console.

## Modalità di gioco
In Railroad Tycoon II il giocatore parte con una piccola compagnia ferroviaria e pochi capitali, e deve decidere come espandere la propria rete costruendo binari, ponti e stazioni. Ogni decisione ha conseguenze di lungo periodo, perché la topografia delle mappe influisce sui costi: ad esempio attraversare montagne o fiumi può richiedere spese ingenti, mentre seguire percorsi pianeggianti riduce il prezzo delle infrastrutture ma può allungare i tragitti.
Il trasporto delle merci è uno degli elementi centrali: ogni città o impianto industriale ha specifici bisogni e produce determinate risorse. Collegare correttamente i centri produttivi con quelli di consumo permette di ottenere profitti maggiori. Allo stesso tempo bisogna gestire anche i passeggeri, che possono generare entrate importanti se si riesce a creare un sistema rapido ed efficente. La gestione non si limita solo ai binari o ai treni: bisogna configurare rotte, decidere quali merci trasportare, aggiornare gli impianti e bilanciare il traffico. Una pianificazione scorreta può portare a colli di bottiglia, rallentamenti e perdite finanziarie, mentre un sistema ben progettato permette guadagni consistenti nel tempo.
Il gioco integra una parte economico-finanziaria di ampio respiro: il giocatore può emettere o riacquistare azioni, contrarre obbligazioni, investire i profitti o tentare scalate ostili verso altre compagnie. È necessario tenere d’occhio il mercato azionario, la concorrenza e la stabilità dell’economia nazionale in cui si opera, perché un crollo o una fase di recessione possono far fallire anche reti ferroviarie solide.
La dimensione storica è un’altra caratteristica distintiva: le locomotive diventano disponibili negli stessi anni in cui furono introdotte nella realtà, e anche gli eventi economici – come crisi o boom industriali – seguono date reali. Tra i manager che possono essere assunti compaiono figure realmente esistite, con bonus o svantaggi coerenti con le loro capacità storiche.
Per quanto riguarda le modalità di gioco, la Campagna propone scenari storici con obiettivi prestabiliti, spesso legati a determinati periodi come l’espansione verso il West o la costruzione di linee strategiche durante conflitti. La modalità Scenario offre maggiore libertà, permettendo di scegliere mappa, epoca e livello di difficoltà, con variabili economiche e richieste dei centri abitati che cambiano a ogni partita. Infine, la modalità Sandbox elimina vincoli di budget e tempo, lasciando il giocatore libero di creare la rete ferroviaria dei propri sogni senza preoccuparsi dei bilanci.

## Accoglienza
La versione PC fu accolta molto bene. Le recensioni sottolinearono la profondità gestionale e la capacità di unire costruzione e simulazione economica, anche se la curva di apprendimento risultava difficile per chi non era abituato al genere. L’attenzione ai dettagli storici ed economici fu considerata un punto di forza. l'Espansione The Second Century fu descritta come rivolta a giocatori esperti. Il livello di difficoltà maggiore e le nuove meccaniche finanziarie richiedevano strategie a lungo termine, tanto che GameSpot la definì una sfida complessa ma appagante.
La conversione per PlayStation ebbe giudizi in parte positivi. Venne apprezzata l’interfaccia adattata al controller e l’uso dell’analogico simile a un mouse, insieme ai comandi rapidi. Tra i difetti furono segnalati la mancanza del salvataggio in certe modalità e l’assenza di musica continua durante il gioco, sostituita solo dai rumori dei treni.
La versione Dreamcast ricevette reazioni più miste. La grafica 3D e gli scenari aggiuntivi furono valutati bene, ma diversi recensori la considerarono un gioco “di nicchia” per una console orientata ai titoli arcade. Furono citati problemi nei controlli e una certa ripetitività che poteva rendere il gioco meno coinvolgente del previsto.